# Братній союз
«Братній союз» - таємне товариство гімназистів народовського спрямування в Чернівцях у 1870-их роках.

## Створення
У результаті протиріч з «москвофілами», що мали місце в гімназійному товаристві «Согласіє», 1871-го р. гімназистами-народовцями було створено альтернативне таємне товариство – «Братній союз».

Основною метою створення організації було залучення до активного громадського життя української молоді Буковини, яка категорично не сприймала «москвофільські ідеї» і дистанціювалася через це від «Согласія».

Крім виховання в українському дусі, вивчення української літератури й історії, ця молодіжна організація зосереджувала зусилля на музично-декламаційних заходах, та театральними постановками (особливо популярною була «Наталка Полтавка» Івана Котляревського). Театральний напрямок курувався Омеляном Поповичем. Між іншим у театральних постановках «Братнього союзу» залюбки брали участь навіть запеклі москвофіли з «Согласія».

Духовним опікуном «Братнього союзу» був гімназійний катехит о. Іван (Турчманович).

Були у «Братнього союзу» й видавничі спроби. Зокрема, тиражувалася газетка «Зозуля».

## Ліквідація
Із відкриттям в 1875 році Чернівецького університету, туди перемістився центр всіх молодіжних рухів краю.

«Братній союз» припин своє існування наприкінці 1870-их р.р. Якщо точніше, то був реорганізований в інші студентські організації.